# 昌宁镇
昌宁镇，是中华人民共和国山西省临汾市乡宁县下辖的一个乡镇级行政单位。

## 行政区划
昌宁镇下辖以下地区：
城镇社区、城关村、南阁村、幸福湾村、营里村、田家垣村、碾角村、富家垣村、东廒村、西廒村、大石头村、寺院村、下县村、摩托垣村、张马村、上宽井村、下宽井村、麦田村、门家沟村、龙门村、法王庙村、寺上村、牛塔村、内阳村、石涧村和龙鼻村。